# Honda Sōichirō
Honda Soichiro (本田 宗一郎 (Bản Điền Tông Nhất Lang) Honda Sōichirō) (17 tháng 11 năm 1906 – 5 tháng 8 năm 1991) là người sáng lập hãng xe hơi Honda. Ông sinh ra ở làng Komyo, quận Iwata, thành phố Hamamatsu,tỉnh Shizuoka, Nhật Bản.    
Suốt thời thơ ấu Honda phụ ông Gihei cha mình vốn là một thợ rèn. Lúc ấy bà Mika mẹ ông là thợ dệt. Đến tuổi 15 Honda không học hành bài bản gì lại lên Tokyo tìm việc. Ông được nhận vào làm thợ sửa xe tại một gara xe hơi và đã làm ở đó trong sáu năm từ 1922 đến 1928 trước khi về quê mở một tiệm sửa xe hơi cho riêng mình ở tuổi 22.Honda Soichiro là người sáng lập hãng xe hơi Honda. 
Năm 1948 Honda bắt đầu sản xuất xe máy trong cương vị chủ tịch Công ty Honda. Ông đã biến công ty thành một tập đoàn đa quốc gia giá trị hàng tỉ đô la chuyên sản xuất ra những xe máy bán chạy nhất thế giới. Tài năng về kỹ thuật và tiếp thị của Honda thể hiện ở việc bán nhiều vượt tưởng tượng các loại xe Triumph ở thị trường nội địa và Harley-Davidson. Năm 1959 Xe máy Honda mở đại lý bán sỉ đầu tiên tại Hoa Kỳ.
Ông giữ chức chủ tịch công ty đến khi nghỉ hưu năm 1973 nhưng vẫn là giám đốc. Năm 1983 ông được nhận chức danh "cố vấn cao cấp". Biều tượng huyền thoại này được tạp chí People xếp trong danh sách năm 1980 của "25 người gây thú vị nhất năm", và tôn ông là "Henry Ford của Nhật Bản". Khi đã nghỉ hưu ông lại bận rộn với công việc của Tổ chức Honda. Ông mất năm 1991.
Ông được coi là người mở đầu cho động cơ thế giới.
- ông có người con tên: Honda Hirotoshi 
-có người vợ là ;Sachi Honda (kết hôn 1935–1991)
-nơi chôn cất :  Fuji Cemetery, Oyama, Shizuoka, Nhật Bản
-học vấn : Shizuoka University